# 1992 Demo
1992 Demo er den første demo der blev udgivet af hard rockbandet Stone Sour i 1992.

## Numre
1. "Dead Man's Glare"
2. "Surgery"
3. "Sometimes"
4. "I Can't Believe"
5. "Funky Milk"
6. "Turn Your Head"
7. "Voices Again"
8. "By Your Side"
9. "Spontaneous Combustion"

## Musikere
- Corey Taylor – Vokal/Guitar
- Joel Ekman – Trommer
- Marty Smith – Guitar
- Tony C. – Bas